# تک لایه‌های خودآرا

نمایشی از تک لایه‌های خودآرا

تک لایه‌های خود ساز (به انگلیسی: Self assembled monolayer) یا (SAM)، از مولکول‌های آلی هستند. مجموعه‌های مولکولی هستند که به‌طور خودجوش بر روی سطوح جذب می‌شوند.
در بعضی موارد، مولکولهایی که تک لایه را تشکیل می‌دهند به شدت با بستر تعامل ندارند. این مولکولها دارای یک گروه سر هستند که میل و تمایل زیادی به بستر دارند و مولکول را به آن وصل می‌کنند. مانند: تیول‌ها، سیلان‌ها، فسفونات‌ها و غیره. این لایه‌ها در اثر واکنش شیمیایی با مایع یا بخار بر روی سطح رسوب می‌کند و به عنوان لنگرگاه برای الیگومرها کاربرد دارد. بسته به ماهیت سطح مواد، لنگرگاه‌ها متفاوت هستند.
این ساختار به صورت خودساز از نظر ترمودینامیکی یک نظمی را در فضا میگیرند و چون منظم هستند ، خیلی کاربرد های خوبی دارند. 
اگر چگالی فشردگی این ساختار زیاد باشد یک لایه پیوسته آب را روی خودش نگه میدارد که مقاومت خوبی نسبت به جذب پروتئین از خودش نشان می دهد.
اما در خون یا مایعات بیولوژیکی ، پروتئین ها با آب رقابت میکنند و به راحتی به سطح میچسبند.
نیروی محرکه ایجاد شدن این ساختار در واقع ایجاد مناطق لنگر مانند روی سطح می باشد و تعداد کافی باید ایجاد شوند که نزدیک هم قرار بگیرند تا نیروی واندروالس بتواند آنها را به صورت منظم و کریستالی در بیاورد.
ویژگی های این ساختار : سهولت شکل گیری ، پایداری شیمیایی